# Coenosia fengi
Coenosia fengi är en tvåvingeart som beskrevs av Yang och Zhao 2002. Coenosia fengi ingår i släktet Coenosia och familjen husflugor.
Artens utbredningsområde är Sichuan (Kina). Inga underarter finns listade i Catalogue of Life.